# Чинкель, Юрий
Юрий Чинкель (род. 31 мая 1964 года в Москве) — российско-немецко-американский математик, специализирующийся в области алгебраической геометрии, автоморфных форм и теории чисел. Член Немецкой академии наук Леопольдина (2018).

## Биография
Юрий Чинкель родился 31 мая 1964 года. С 1979 года посещал в Восточном Берлине гимназию  Эрвайтерте Обершуле Генриха Герца и в 1983 году успешно её окончил.
С отличием окончил Московский государственный университет имени М. В. Ломоносова в 1990 году, а в 1992 году получил докторскую степень в Массачусетском технологическом институте с диссертацией «Рациональные точки на алгебраических поверхностях» под руководством Юрия Манина и Майкла Артина.
С 1992 по 1995 год Чинкель был младшим научным сотрудником Гарвардского университета. В 1995 году он стал доцентом в Университете Иллинойса в Чикаго (UIC), с 1999 по 2003 год был там же доцентом. 
С 2003 по 2008 год – профессор Геттингенского университета. С 2005 года он является профессором Института математических наук Куранта Нью-Йоркского университета, а с 2012 года – директором департамента математики и физики Фонда Саймонса.
Был приглашенным научным сотрудником Политехнической школы, Института высших научных исследований, Института математики Макса Планка в Бонне, Института Исаака Ньютона при Кембриджском университете, Стэнфордского университета, Принстонского университета (с 1999 по 2003 год), Исследовательского института математических наук Киото и Университета Токио.

## Научная деятельность
Юрий Чинкель занимается исследованиями рациональных точек на алгебраических многообразиях и другими вопросами арифметической геометрии. Автор или соавтор более 110 научных публикаций. Соредактор нескольких антологий и докладов на конференциях по арифметической геометрии, например, соредактор совместно с Уильямом Дюком конференции Гаусса-Дирихле в Геттингене в 2005 году, а также соредактор совместно с Юрием Зархиным журнала Festschrift.
В 1995 - 1996 годах Чинкель был стипендиатом Лейбница Европейского союза в Высшей нормальной школе в Париже, а в 2001 - 2002 годах был стипендиатом Математического института Клэя. В 2006 году он был приглашённым докладчиком с докладом «Геометрия над незамкнутыми полями» на Международном конгрессе математиков в Мадриде. 
В 2012 году он был избран членом Американского математического общества. В 2018 году он был избран членом Немецкой академии наук Леопольдина.

## Награды
- Fellow of the AAAS (2014)
- Член Американского Общества по Математике (2012, 2013)

## Избранные публикации
- Bogomolov F., Petrov T., Tschinkel Y. Rationality of moduli of elliptic fibrations with fixed monodromy / Geometric And Functional Analysis. 2002. Т. 12. № 6. С. 1105-1160.
- Chambert-Loir A., Tschinkel Y. Points of bounded height on equivariant compactifications of vector groups //  Compositio Mathematica. 2000. Т. 124. № 1. С. 65-93.
- Hassett B.,  Tschinkel Y. Geometry of equivariant compactifications of Gna // Internat. Math. Res. Notices, 22 (1999), 1211-1230.
- Tanimoto S., Tschinkel Y. Height zeta functions of equivariant compactifications of semi-direct products of algebraic groups // Zeta functions in algebra and geometry, Contemp. Math., 566, Amer. Math. Soc., Providence, RI, 2012, 119-157.
- Креш Э., Чинкель Ю. Модели тройных накрытий // Математические заметки. 2019. Т. 105. № 5. С. 798-800.